# G 42
G 42 war ein Großes Torpedoboot des Amtsentwurfs 1913 für die Deutsche Kaiserliche Marine. Auf der Germaniawerft in Kiel gebaut, gehörte es zur ersten auf dieser Bauwerft gefertigten Serie G 37 bis G 42. G 42 wurde am 10. November 1915 als sechstes von der Germaniawerft nach dem Amtsentwurf 1913 gefertigtes Boot abgeliefert. Es gehörte zu den ersten verlängerten Booten der Klasse mit einem größeren Ölvorrat und einer Marschturbine.
G 42 nahm im 1916 an der Skagerrakschlacht teil. Ende 1916 gehörte es zu den Großen Torpedobooten, die nach Flandern verlegt wurden, um dort gegen die Kanalschifffahrt der Entente vorzugehen sowie Küstenbeschießungen durchzuführen.
Am 21. April 1917 gingen nach der Beschießung von Dover G 42 und G 85 in einem Gefecht mit den britischen Flottillenführern Swift und Broke verloren.

## Geschichte
Die Großen Torpedoboote des Amtsentwurfs 1913 waren die Abkehr vom Vorentwurf 1911 und dem Versuch, kleinere und preisgünstige Boote zu beschaffen. Der neue Entwurf erreichte die Baugröße der britischen Zerstörer, hatte allerdings eine leichtere Artillerie-Bewaffnung bei stärkerer Torpedo-Komponente. Sie waren die ersten Torpedoboote der Kaiserlichen Marine, deren Kesselanlage ausschließlich mit Öl befeuert wurde. Wie bei der Beschaffung von Torpedobooten für die Kaiserliche Marine seit dem Jahrhundertbeginn gingen die Bauaufträge an die Werft von Ferdinand Schichau in Elbing, die Kruppsche Germaniawerft in Kiel und an die AG Vulcan in Stettin, nach denen die Boote mit den Anfangsbuchstaben der Werften (S, G, V) und fortlaufenden Nummern bezeichnet wurden.
Die Germaniawerft wurde erst im Etatjahr 1914 am Bau der neuen Boote beteiligt, mit G 37 bis G 42. Nach dem Ausbruch des Ersten Weltkrieges folgte umgehend noch ein Ms(Mobilisierungs)-Auftrag für G 85 bis G 96. Das letzte Boot wurde allerdings aufgrund der Bauverzögerung als modifizierter Typ „1916Ms“ nach ersten Kriegserfahrungen mit verlängerter Back fertiggestellt.
Die ersten vier Boote aus Kiel verdrängten 822/1051 t und waren 79,5 m lang. G 41 und G 42 waren 83 m lang und verdrängten 960/1147 t wie auch der Folgeauftrag bis G 95. Bewaffnet waren die Boote bei Ablieferung mit drei 8,8-cm-Geschützen vom Typ L/45-C 14 bis zum im Juli 1916 ausgelieferten G 91, um dann zu drei 10,5-cm-Geschützen vom Typ L/45 C/16 Tk zu wechseln. Die zuvor gelieferten Boote wurden entsprechend nachgerüstet.
Das am 20. Mai 1915 vom Stapel gelaufene G 42 wurde als sechstes Germania-Boot vom Typ 1913 am 10. November 1915 von der Marine übernommen und gehörte zur 6. Torpedoboots-Halbflottille (T-HFl), die zusammen mit der 5. T-HFl die III. Torpedoboots-Flottille bildete.

## Einsätze
Unter Kapitänleutnant Bernd von Arnim nahm G 42 in der 6. T-Halbflottille an der Skagerrakschlacht teil. Die III. Torpedobootsflottille lief am Abend des 31. Mai 1916 an der Spitze der Hochseeflotte, die den Schlachtkreuzern der Ersten Aufklärungsgruppe unter Admiral Hipper Entlastung bringen wollte, als auf britischer Seite auch die ersten Einheiten der Grand Fleet in das Gefecht eingriffen. Das Führerboot der Halbflottille, V 48, wurde bei dem nicht erfolgreichen Torpedoangriff auf die neu eintreffenden britischen Einheiten schwer getroffen. Der Versuch von G 42, V 48 abzuschleppen, musste im Feuer der schweren britischen Einheiten aufgegeben werden. V 48 sank später. Nur ein einziger im Wasser treibender Mann seiner Besatzung konnte später von einem dänischen Fischerboot gerettet werden.

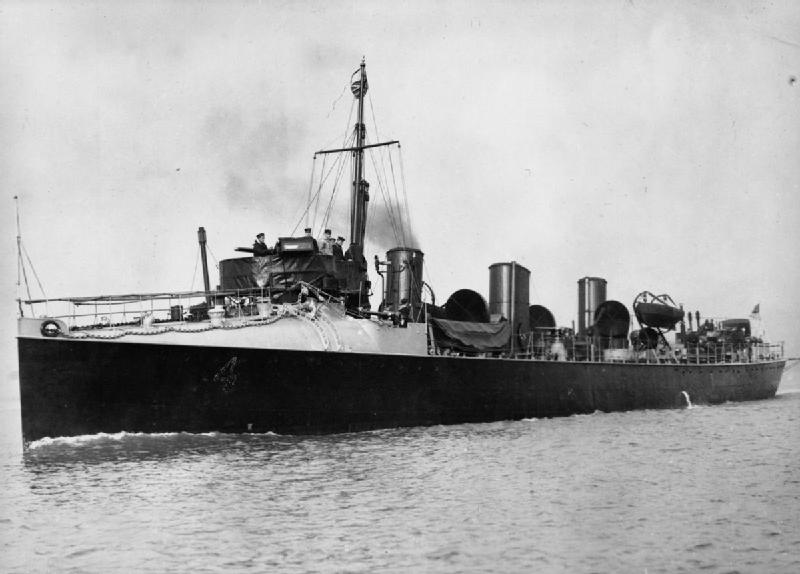
Die von der 6. Halbflottille versenkte Flirt

Im Herbst verlegte die Marine die Großen Torpedoboote der III. und IX. T-Flottille nach Flandern. Zur III. T-Flottille gehörten neben G 42 die ebenfalls an der Skagerrakschlacht beteiligten S 53, S 54, V 71, V 73, G 88, die zum Zeitpunkt der Schlacht wegen Werftliegezeiten nicht zur Verfügung stehenden S 55 und V 70, die neu zugeteilten V 47, V 67, V 68 sowie die gerade in Dienst gekommenen V 81 und G 91.
Am 27. Oktober 1916 griffen die deutschen Boote erstmals die Dover-Sperre an und es entwickelte sich das Erste Seegefecht im Kanal. Sechs kleine Wachschiffe wurden versenkt, vier beschädigt. Die 6. T-Halbflottille mit S 55, S 53, S 54, G 42, V 70 und G 91 versenkte bei diesem Angriff auch den alten Zerstörer Flirt. Drei weitere britische Zerstörer wurden durch die insgesamt eingesetzten 23 Torpedoboote beschädigt.

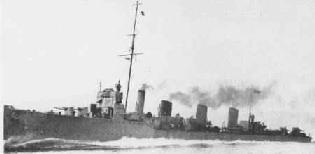
Die Broke

Nach diesem von britischer Seite als „1st Battle of Dover Strait“ bezeichneten Gefecht nahm G 42 in der Nacht zum 21. April 1917 auch an der sogenannten „Second Battle of Dover Strait“ teil, als die III. T-Flottille erneut in die Straße von Dover lief und ihre Halbflottillen auf der britischen bzw. französischen Seite Stützpunkte der Entente beschossen. G 42 war für diesen Angriff der 5. T-Halbflottille unter Korvettenkapitän Theophil Gautier (1881–1953) zugeteilt und beschoss mit V 71, V 73, V 81, S 53 und G 85 Dover. Erst nach der Beschießung ließ der britische Befehlshaber seine sechs Bereitschaftszerstörer zur Verfolgung der Deutschen auslaufen. Dazu fragte er die in der Straße patrouillierenden Flottillenführer Swift und Broke nach dem Verbleib der deutschen Boote und informierte sie über das Auslaufen der Bereitschaftseinheiten. Die beiden Flottillenführer änderten ihren Kurs für ein Zusammentreffen mit der Bereitschaftsdivision und gerieten dabei in den deutschen Torpedobootsverband. Nach britischer Darstellung erhielt die Swift dabei etliche Treffer und traf mit einem Torpedo G 85, die Broke unter Commander Edward Evans rammte G 42 und kam erst nach einer Weile wieder frei, um dann der Swift und den verbliebenen deutschen Booten zu folgen. Durch den Rammstoss und die erhaltenen Treffer hatte die Broke jedoch erhebliche Probleme und brach die Verfolgung bald ab. Sie passierte die beiden zurückgebliebenen deutschen Boote, die erneut auf die Broke feuerten. Diese erwiderte das Feuer, ihre Maschinen blieben aber endgültig stehen und sie trieb auf die schwerbeschädigten deutschen Boote zu. Die dann auf dem Gefechtsfeld eintreffenden, nach Dover zurückbeorderten Bereitschaftzerstörer Myngs, Miranda und Saracen nahmen die Broke in Schlepp und suchten nach Schiffbrüchigen. Die später ausgelaufenen Bereitschaftzerstörer Mentor, Lydiard und Lucifer waren schon unmittelbar nach Verlassen des Hafens zurückbeordert worden. Auch die Swift brach die Verfolgung der Deutschen ab. So entkamen die anderen vier Boote unter Gautier und die sechs Calais-Angreifer unter Korvettenkapitän Conrad Albrecht unbehindert zu ihrer Basis Seebrügge. Auf G 42 starben 36 Seeleute, auf G 85 35 Mann; auf der Broke kamen 21 Mann ums Leben und auf der Swift einer.

## Ehrungen
Die deutsche Kriegsmarine ehrte den gefallenen Kommandanten von G 42 durch die Benennung ihres Zerstörers Bernd von Arnim.